# 阿彥達
阿彥達（穆麟德轉寫：ayanda；1804年—1857年），字朗山，杭阿坦氏，蒙古鑲黃旗人，清朝官員，道光十二年（1832年）進士。

## 任職履歷
- 道光十一年辛卯科，顺天乡试中举。
- 道光十二年（1832年）壬辰恩科進士。
- 咸豐元年十一月初二日（1851年12月23日），由正紅旗蒙古副都統授任青海將軍，旋令留京。
- 咸豐四年十二月十三日（1855年1月30日），調任正白旗滿洲副都統。
- 咸豐五年九月初五日（1855年10月15日），授任倉場侍郎。
- 咸豐七年（1857年），免職。